# Casa Mostatxo
Casa Mostatxo és una masia del poble de Castissent, a l'antic terme de Fígols de Tremp, pertanyent actualment al municipi de Tremp. Forma part de l'Inventari del Patrimoni Arquitectònic de Catalunya.

## Descripció
Es tracta d'una masia que disposa de capella, forn, corrals, pallers i coberts, tot estructurat al voltant de l'habitatge i de dos patis: un pel bestiar i l'altre per tasques agrícoles a batre, ventar, etc. L'habitatge és quadrangular i s'aixeca sobre tres plantes i golfes. Està construït amb pedra del país sense treballar rejuntada amb fang. Les parets estan sense arrebossar. Les obertures, amb llinda de fusta, es distribueixen de manera desendreçada. La porta principal es troba a la façana nord, oberta al pati enllosat i acabada amb arc adovellat construït amb maó.
Al nord-est de l'habitatge s'annexa una nau quadrangular que consta de planta i sobreteulada. Comparteix característiques constructives amb l'edifici principal. A la primera planta es troba la capella amb la porta acabada amb arc de pedra adovellat.